# Sent Medard d'Eissiduelh
Sent Medard d'Eissiduelh (en francès Saint-Médard-d'Excideuil) és un municipi francès situat al departament de la Dordonya i a la regió de la Nova Aquitània.

## Demografia
| 1962                                       | 1968 | 1975 | 1982 | 1990 | 1999 | 2007 |
| ------------------------------------------ | ---- | ---- | ---- | ---- | ---- | ---- |
| 700                                        | 667  | 658  | 641  | 665  | 625  | 615  |
| Des de 1962: població sense dobles comptes |      |      |      |      |      |      |

## Administració
| Període | Identitat          | Partit |
| ------- | ------------------ | ------ |
| 1998-   | Jean-Jacques Boyer |        |